# Unitářství

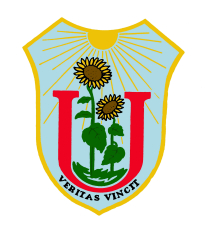
Znak Náboženské společnosti českých unitářů

Unitářství je organizačně nejednotný proud v rámci protestantské liberální teologie. K základním teologickým stanoviskům patří zejména odmítání trinitárního dogmatu a odmítání plného božství a pre-existence Krista.

## Charakter hnutí

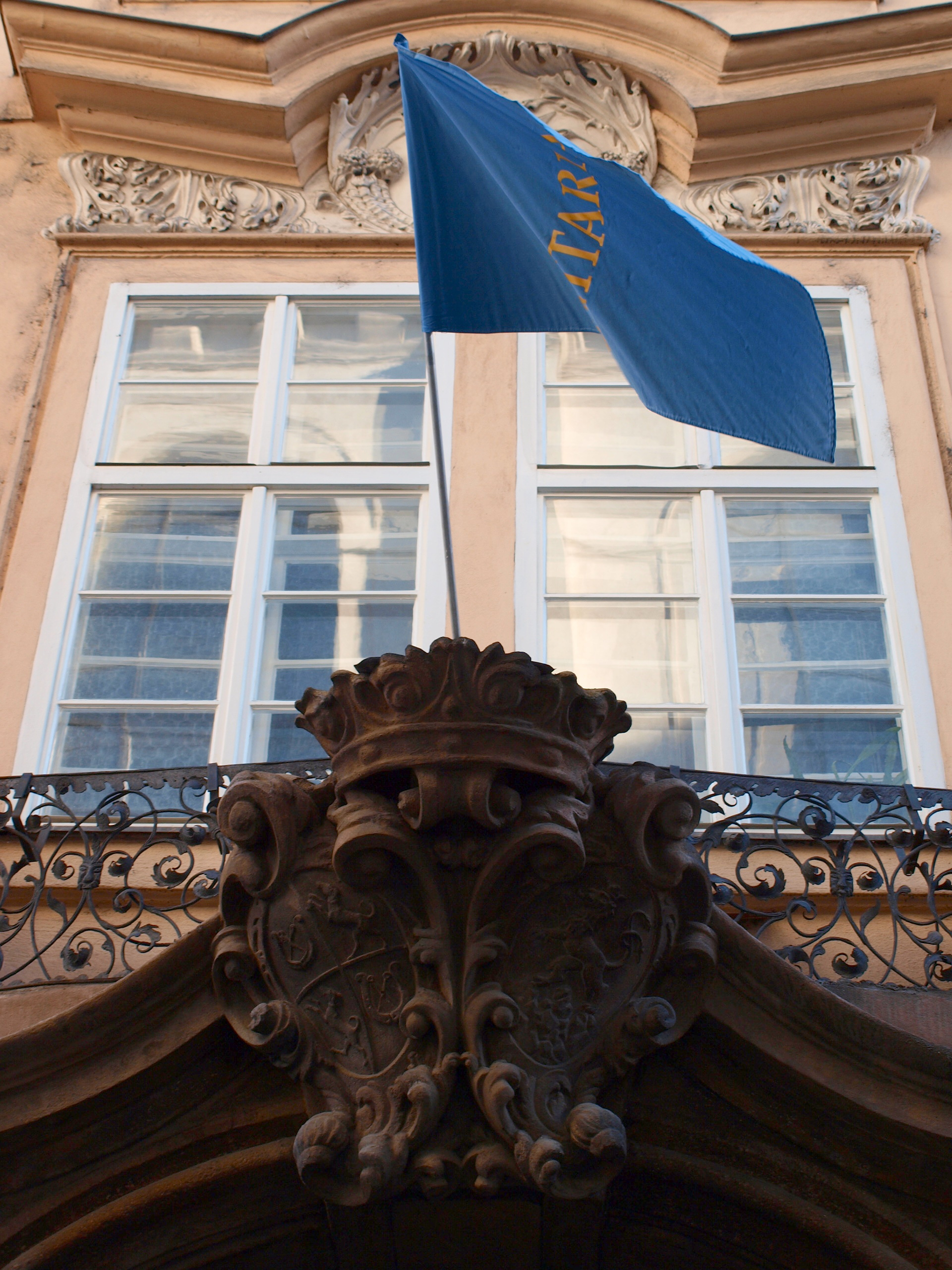
Prapor v barvách Unitarie na průčelí Pöttingovského paláce v Karlově ulici v Praze

Unitářství volně navazuje na starověké a středověké „hereze“, vymezující se vůči ortodoxním teologickým dogmatům, ustanoveným na církevních koncilech. Určitěji lze jeho kořeny spojovat s antitrinitářským hnutím, objevujícím se během 16. století v některých evropských zemích (Švýcarsko, Holandsko, Anglie, Polsko, Uhry), a to zejména v prostředí komunit anabaptistů (novokřtěnců). Na základě impulzů anglického a německého osvícenství se unitářství stává během 18.–19. století předním reprezentantem liberální teologie v Evropě i ve Spojených státech amerických. V současnosti spočívá jeho výjimečnost mezi křesťanskými denominacemi zejména v absenci závazných náboženských kréd. Do svých řad tak unitáři přijímají i vyznavače eklektických a synkretických teologií, nebo dokonce explicitní nekřesťany či agnostiky.
Navzdory evropské provenienci představují zhruba od poloviny 19. století zemi s největším rozšířením a vlivem unitářských denominací Spojené státy americké. V někdejším Československu se během meziválečného období rozšířilo unitářství právě na základě vlivů z USA. K unitářům se hlásila například také manželka prvního československého prezidenta Charlotta Garrigue-Masaryková. 

## Pojetí víry
Ačkoli v unitářství neexistuje vynucující autorita, na následujících idejích se pravděpodobně většina unitářů shodne:
- víra v jediné Božství, v jedinost či jednotu Boha
- Ježíš Nazaretský se jako člověk zrodil, žil i zemřel
- život a učení Ježíše Krista, tak jako život a učení Buddhy, Mohameda a každého jiného moudrého člověka, jsou příkladem pro náš vlastní život
- rozum, racionální myšlení, věda a filosofie se nevylučují s vírou v Boha, ale naopak mají víru korigovat
- člověk má schopnost uplatňovat svobodnou vůli odpovědným, konstruktivním a etickým způsobem
- lidská povaha není ze své podstaty špatná či zvrácená, je schopná činit podle Božího záměru zlo či dobro
- přesvědčení že žádné náboženství nemá nárok na absolutní monopol na Ducha Svatého či teologickou pravdu
- Bible byla psána a upravována lidmi, kteří nebyli neomylní, můžeme z ní čerpat moudrost tak jako z mnohých dalších posvátných textů, ale i textů běžných, tak jako z umění a dalších zdrojů
- odmítání doktrín jako jsou doktrína o predestinaci, věčné zatracení, Nejsvětější Trojice (chápaná jako tři osoby), nebo víra v automatickou spásu díky Ježíšově oběti (což se může projevit jako alibismus)

## Ideoví předchůdci

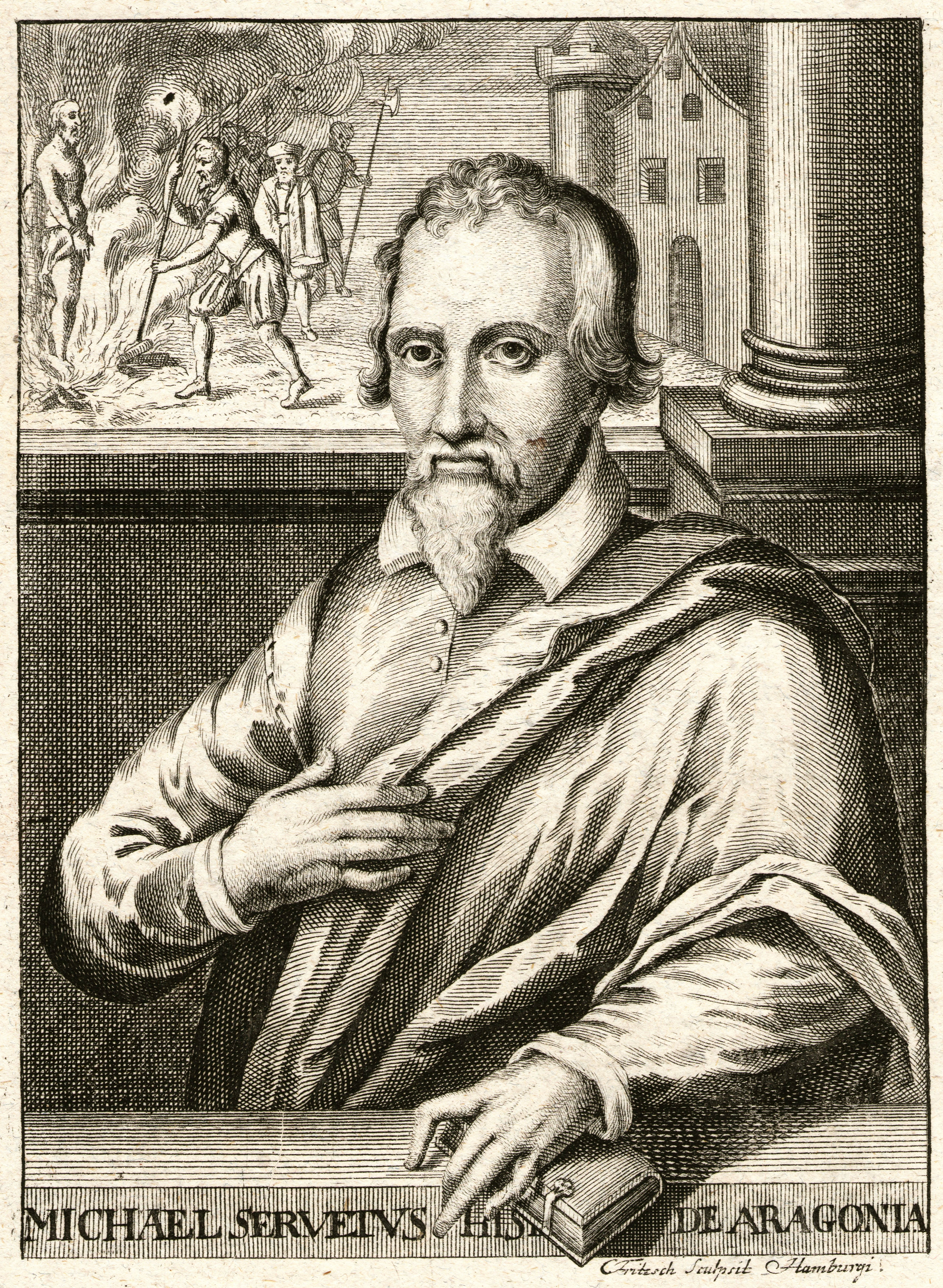
Michael Servetus – „Španěl z Aragonie“ (Hispanus de Aragonia)

Při hledání historických kořenů unitářství nelze přehlédnout teologickou paralelu se starověkou herezí severoafrického kněze Areia (256–336), který odmítal soupodstatnost Ježíše Krista s Bohem a Kristovu pre-existenci (resp. nestvořenost). K ariánství se ostatně významná část raných unitářů v Evropě i v USA explicitně hlásila. Oproti moderním unitářům, kladoucím důraz na Kristovo plné lidství, považovali ariáni Krista stále za „nadčlověka“, byť již nikoli za Boha. Zastávali tak pomyslnou střední cestu mezi moderní liberální teologií a tradiční ortodoxií.Ariánská christologie si nadále udržela významnou pozici mezi unitáři v USA.
Kořeny unitářství se obvykle hledají v antitrinitářství raného novověku. Spekulovat lze však také o možné genealogické návaznosti na starší křesťanské hereze. Jedná se zejména o manicheismus, gnosticismus, bogomilství a katarství, které se objevují v různých obdobích v oblasti Středomoří, případně s přesahy na Balkán a do střední Evropy. Přímé vlivy těchto heretických proudů na genezi pozdějšího unitářství však nelze s jistotou prokázat. Jejich vymezování se vůči ortodoxii navíc spočívalo spíše v kritice forem liturgie, zvyklostí mnichů a kléru, případně v teologických odchylkách, které se však přímo netýkaly hierarchického uspořádání sv. Trojice, jako je tomu v případě unitářů.        
Přímé předchůdce unitářské teologie lze vystopovat až v 16. století. Významnou postavou, odmítající trinitární dogma, byl španělský učenec Michael Servetus (1509?–1553), odsouzený za teologické názory v Ženevě katolíky i protestanty, a po usnesení (vesměs kalvinistické) městské rady odsouzen k smrti upálením.
Vznikání prvních unitářských skupin lze následně sledovat především v protestantských komunitách anabaptistů (novokřtěnců), rozptýlených vlivem pronásledování z původní provenience ve Švýcarsku do četných zemí západní (zejména Nizozemí, Anglie, Itálie) a středovýchodní Evropy (zejména Polsko a Uhry). Hlavní protestantské proudy v německých a frankofonních oblastech naopak trinitární dogma dosud přijímaly. Oproti mystickým, výstředním a zároveň konzervativním anabaptistům však pozdější unitáři kladli důraz na racionalismus, liberalismus a náboženský pluralismus. 
Významný impulz pro genezi unitářství představoval od 18. století zejména německý idealismus (Friedrich Wilhelm Schelling, Georg Friedrich Hegel), liberální teologie (Friedrich Daniel Schleiermacher, David Friedrich Strauss) a anglické osvícenství (John Locke, David Hume) s racionalistickými a empirickými přístupy k teologii a mýtu.

## Unitářství ve světě
V současnosti žijí významnější počty unitářů v tradičních protestantských zemích jako jsou Velká Británie a USA, ale také v oblasti Sedmihradska v Rumunsku.
Unitářské skupiny z různých zemí spolupracují v rámci Mezinárodní rady unitářů a univerzalistů (ICUU) a v rámci Mezinárodního svazu pro náboženskou svobodu (IARF). ICUU je spíše unitářská záležitost, zatímco IARF je organizace složená z různých náboženských tradic světa.

### Unitářství v Polsku
Polské antitrinitářské hnutí se začalo formovat ve druhé polovině 16. století především v prostředí kalvinistické reformované církve, a to na základě myšlenek importovaných z Itálie. Jejími šiřiteli byly především postavy jako Laelio Sozzini nebo Francesco Stancaro, dále přímí následovníci Michaela Serveta a jeho učení, a studenti (především ze šlechtických rodů), odcházející za studiem do zahraničí (Itálie, Německo, Švýcarsko).
První výraznou osobou tohoto hnutí byl polský učenec Piotr z Goniazdu (Petr Gonesius), který na synodách v Seceminu (1556) a Pinczowě (1558) popřel Níkajské a Athanasiovo vyznání víry, přičemž jediným akceptovatelným pro něj bylo tzv. Apoštolské vyznání. Na další synodě v Brestu Litevském pak připojil ještě některé názory, přejaté od anabaptistů, např. odmítání křtu novorozenců. Ačkoli nebyly jeho výtky většinou účastníků přijaty, našly mezi duchovenstvem i šlechtou nemálo příznivců.

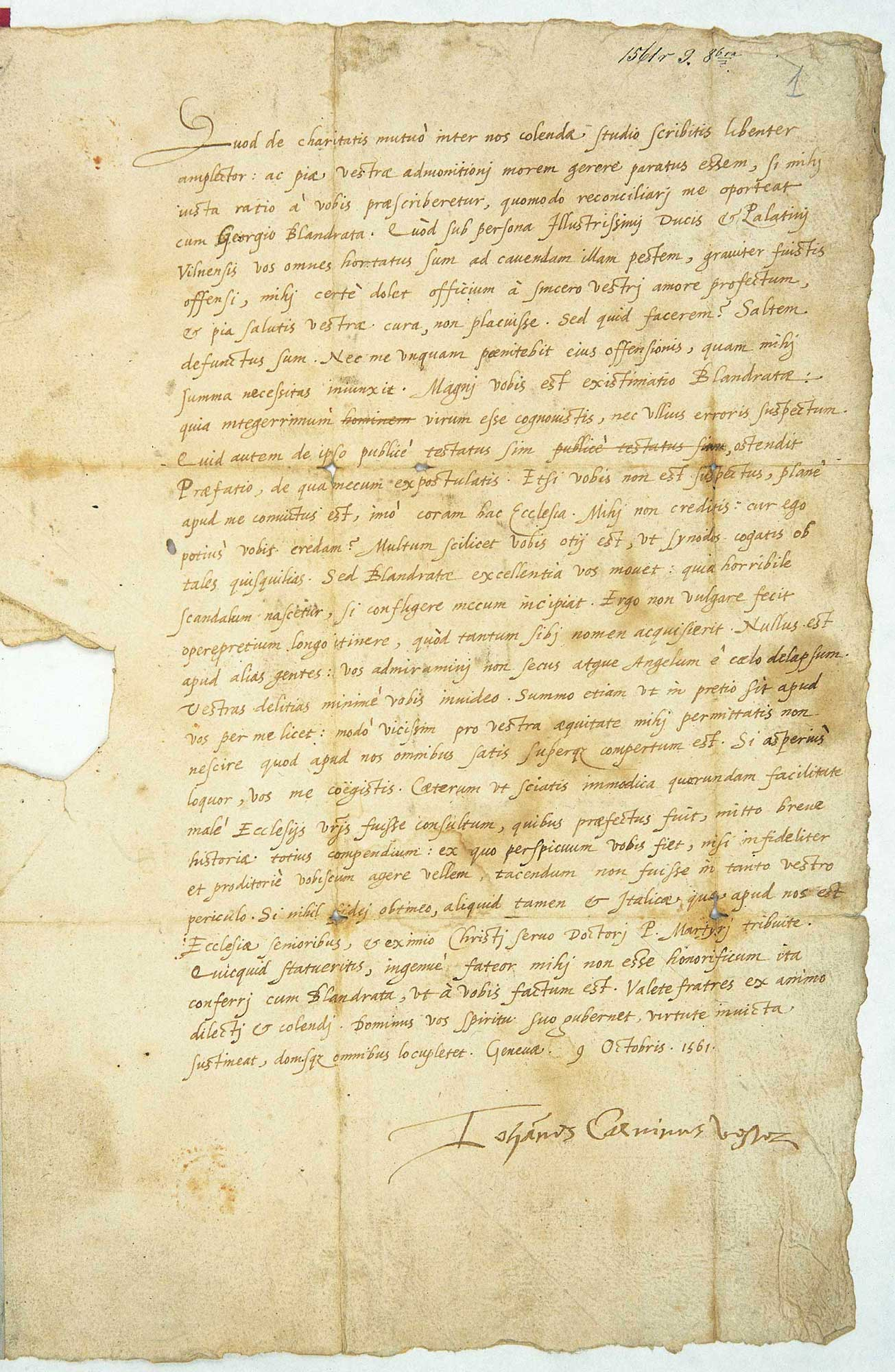
Dopis Jana Kalvína účastníkům protestantského sněmu ve Vilniusu, v němž odsuzuje antitrinitářské postoje Giorgia Biandraty

Vůdčí osobností liberálního hnutí v polské reformované církvi se brzy po synodě v Pinczowě stal italský kalvinista Giorgio Biandrata, kterého nadchly zde prezentované Gonesiovy myšlenky. Ovlivnil potom část aristokratů i duchovních a získal si jejich přízeň i přesto, že jej Kalvín zatratil ve svých dopisech polským hodnostářům jako nebezpečného heretika. Hnutí nabíralo na síle, polský kazatel Řehoř Pavel Březinský dokonce otevřeně kázal o tom, že Kristus byl jen prostým člověkem. Díky němu získali liberálové příznivce i v masách obyčejného lidu.
Liberální antitrinitářské hnutí se od ortodoxní reformované církve oddělilo v roce 1565. Ještě téhož roku zformovali liberálové vlastní, tzv. menší reformovanou polskou církev. Avšak vzhledem k tomu, že Biandrata odešel do Transylvánie, postrádala tato nová církev jak ideového, tak politického vůdce. Jediným jejich názorovým pojítkem byla víra, že Otec je nadřazen Synu. Hnutí se začalo vnitřně štěpit kolem různých osobností a jejich více či méně odlišných názorů na křest a podstatu Krista. Kromě teologických otázek menší reformovaná církev řešila i problémy civilního života, jako praktikování světských povolání, nošení zbraní či dělbu majetku (podle apoštolského novozákonního vzoru).

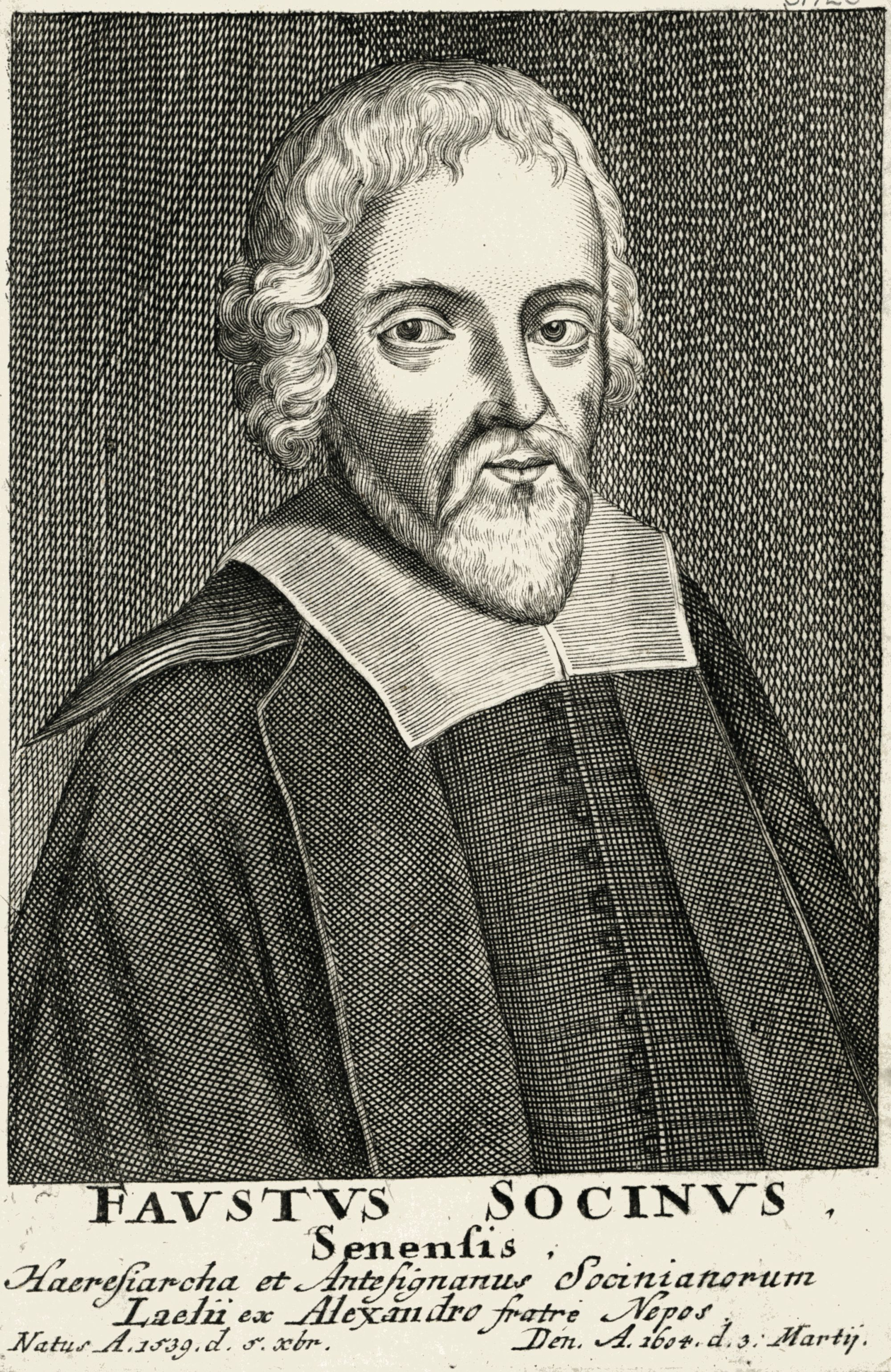
Fausto Sozzini

Sjednotitelem těchto více či méně extrémních výkyvů v názorech se stal Fausto Sozzini (Faustus Socinus), ústřední postava polského antitrinitářského hnutí – socinianismu. Centrem hnutí se stává polské město Rakov, založené teprve roku 1569 velmožem Jakubem Sienienským. Ten byl sice ortodoxním kalvinistou, ovšem respektoval plnou náboženskou svobodu a antitrinitáři zde tak mohli založit nezávislou rakowskou církev. Sozzini zde roku 1602 založil školu a tiskárnu, takže se sociniánské texty mohly šířit do celé Evropy. Nejvýznamnějším Sozziniho dílem je tzv. Rakovský katechismus, který byl dokončen a vydán jeho následovníky až několik let po smrti autora, v roce 1605.
Formuluje zde základní teze své víry, odvolávaje se na verš z Janova evangelia („A život věčný je v tom, když poznají tebe, jediného pravého Boha, a toho, kterého jsi poslal, Ježíše Krista“). Sociniáni tedy vidí mezi Bohem a člověkem nepřekonatelnou propast, kterou vyplnil právě člověk Kristus, když lidem vyjevil Boží vůli a skrze zmrtvýchvstání jim ukázal cestu ke spáse. Jedinou svátostí je proto připomínka jeho smrti, zatímco Večeře páně a křest jsou upozaděny coby veřejné manifestace přijetí víry.
Sociniáni se v Polsku udrželi až do roku 1638, kdy byl za probíhající násilné rekatolizace zničen Rakow, a spolu s ním i centrum sociniánské komunity. Ze země byli sociniáni následně vyhoštěni, stejně jako poté i ostatní protestantské církve. Ačkoli byla v Polsku roku 1767 obnovena jejich stará práva, nikdy zde již nezískali významnější postavení.

### Unitářství vUhrách

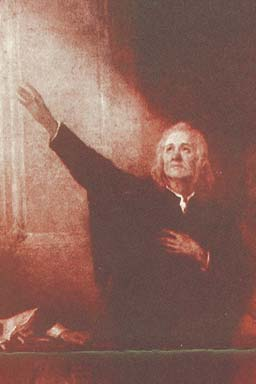
Ferenc Dávid na sněmu v uherské Tordě

První projevy unitářské teologie se v Uhrách objevily přibližně ve stejný čas jako v Polsku. Roku 1558 publikoval jakýsi Thomas Aran knihu, popírající svatou trojici. Ačkoli byl následně odsouzen jako heretik, jeho názor zapustil kořeny. V samotné Transylvánii, tedy východní části Uher, která byla v této době samostatným královstvím, pak působil od roku 1553 Francesco Stancaro, který připravil po ideové stránce půdu pro příchod významného průkopníka transylvánského unitářství Giorgia Biandraty, který sem imigroval po vypovězení z Polska. Biandrata působil jako blízký rádce mladého krále Jana Zikmunda Zápolského, který jej roku 1564 vyslal urovnat spor mezi zdejšími kalvinisty a luterány.
Vůdčí postavou kalvinistů byl v této debatě Ferenc Dávid, který se po rozdělení církví roku 1564 stal na Biandratův popud dvorním kazatelem a biskupem reformované transylvánské církve.
Roku 1566 byly pod vedením Biandraty a Dávida veřejně představeny unitářské teze, postavené na ideálech a morálce prvotní církve, autoritě Nového zákona a Apoštolském vyznání víry. Odmítnuto bylo naopak zcela otevřeně Atanášovo vyznání víry. Tyto názory se setkaly s radikálním odporem ortodoxního křídla, avšak díky politice krále Jana Zikmunda, který byl na svou dobu nadmíru tolerantní, nebyl nikdo kvůli víře souzen a disputace mohly pokračovat. Roku 1568 byla v Gyualafeherváru za přítomnosti krále vedena debata ortodoxních kalvinistů proti unitářům v čele s Dávidem a Biandratou. Dávid zde naplno projevil své řečnické umění a po návratu do Kolozsváru obrátil občany města na svou víru. Kolozsvár se tak stal hlavním městem unitářů.
Roku 1571 vydal Jan Zikmund královský výnos, oficiálně uznávající existenci unitářské církve. Transylvánie se tak stala prvním (a ve své době jediným) královstvím, jež postavilo unitáře na rovinu katolíkům, luteránům a reformovaným (kalvinistům).
Král však nedlouho poté zemřel a na jeho místo nastoupil odpůrce reformace, Štěpán Báthory. Ten odstranil všechny unitáře z vysokých úřednických postů i ode dvora, zakázal Dávidovi kázat a zabavil unitářskou tiskárnu. Sám Dávid, obviněn ze šíření „novot“, které Štěpán Báthory netoleroval, umírá ve vězení v listopadu roku 1579.
I přesto, že se smrtí krále Jana Zikmunda nastalo období několika staletí útlaku zdejších unitářů – ať už ze strany kalvinistů, nebo později katolíků – udržely si unitářské církve v Uhrách kontinuitu. Obdobím velkého rozkvětu byl pro maďarské i transylvánské unitáře počátek 20. století. Politické zvraty v době první světové války však napáchaly v jejich řadách pravděpodobně větší škody než jakékoli předchozí represe.

### Unitářství v Anglii
Když roku 1534 (zhruba sto padesát let od působení Jana Viklefa) separoval král Jindřich VIII. anglickou církev od Říma, jednalo se o politický akt, a nikoli o výraz teologického protestantismu. Teologie anglikánské církve naopak stavěla zpočátku na stejných základech jako katolicismus (tedy na autoritě Bible a třech ortodoxních krédech – Apoštolském, Níkajském a Atanášově vyznání víry). Ještě před obdobím interregna (1649–1660) se stávají dominantním proudem v Anglii radikální kalvinističtí puritáni, usilující o „očištění“ teologie, liturgie i církevní správy od katolických „nánosů“. Luteráni a další protestantské skupiny byli ve veřejném životě marginalizováni podobně jako katolíci. Toleranční akt z roku 1689 se vztahoval především na protestantské nonkonformisty a katolíky, zatímco dříve pronásledované malé protestantské skupiny, mezi nimiž během 17. století stoupají na významu právě stoupenci antitrinitářství, byly anglikánskou církví respektovány a přijímány velmi pozvolna.
Unitářský historik a teolog Morse Earl Wilbur definoval čtyři základní zdroje anglického unitářství:
1. revizní interpretace Bible;
2. vliv neortodoxních italských teologů, usídlených v Londýně (vytvořili zde tzv. Church of Strangers);
3. vliv anabaptistů – uprchlíků z Nizozemí;
4. vliv sociniánství (v podstatě jde o italské antitrinitářství, pojmenované podle vůdčí postavy hnutí Fausta Sozziniho, působícího v Polsku).[30]

Unitářství ve Velké Británii reagovalo na mnohé výzvy doby, například v otázce práv queer lidí.

#### Významné osobnosti

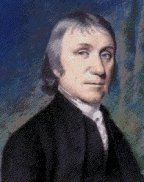
Joseph Priestley

John Biddle (1615–1662) bývá považován za „otce anglických unitářů“. Ke svým teologickým názorům dospěl na základě intenzivního studia Bible během pobytu na univerzitě v Oxfordu. Většinu svého dospělého života strávil za své teologické názory ve vězení, což také přispělo k jeho předčasné smrti. Stihl však vytvořit v Londýně první „unitářskou“ kongregaci, byť bez ambice na nezávislost vůči anglikánské církvi.
V teologických dílech XII Arguments (Dvanáct argumentů, 1647) a A Confesion of Faith touching the Holy Trinity, according to the Scripture (Vyznání víry týkající se svaté Trojice podle Písma, 1648) vychází Biddle v podstatě ze stejných stanovisek jako zhruba sto let před ním Michael Servetus, minimálně v ohledu christologie: 1) Kristus má jednu přirozenost, a to lidskou; 2) Kristus byl sice „svatý“, ale nebyl Božím synem, ani Bohem. Oproti Servetovi i Sozzinimu však Biddle považoval také Ducha svatého za nezávislou osobu, a nikoli za Boha.
John Locke (1632–1704) patřil k významným obhájcům sociniánských idejí, zejména pokud jde o odmítání Kristovy pre-existence. V díle The Reasonabless of Christianity (Rozumnost křesťanství, 1695) prosazuje náboženskou toleranci. Nutno připomenout, že tak činí v době, kdy dosud v Anglii kvůli antitrinitarismu hrozil hrdelní trest (poslední popravu z náboženských důvodů schválil skotský parlament roku 1697).
Isaac Newton (1642–1717) byl dalším významným učencem, který zastával antitrinitářskou teologii. Kult Krista na základě kritického výkladu Bible považoval za blasfemii.
Joseph Priestley (1733–1804) byl jedním z literárně nejplodnějších unitářů. Jeho dílo se skládá zhruba z 25 svazků teologických úvah. Ariánskou teologii přijal během studií na univerzitě v Daventry. Striktně vystupoval i proti „pesimistickému“ pojetí dědičného hříchu kalvinistů, což bývá ostatně dodnes jednou ze základních teologických tezí unitářství. V dílech History of Corruptions of Christianity (Dějiny překroucení křesťanství, 1782) a History of Early Opinions Concerning Jesus Christ (Dějiny raných názorů na Ježíše Krista, 1786) předkládá argumenty, podle nichž byla teologická kréda prvotní církve unitářská, zatímco trinitární dogma je výtvorem aplikované pohanské filozofie.
Z Priestleyho iniciativy vzniká v Londýně roku 1774 oficiální unitářská kongregace (tedy více než sto let po „průkopnickém“ působení Johna Biddlea).
Kromě samotné Anglie si unitářství vydobylo relativně silnou pozici také ve Walesu. Zde se však prosadilo teprve v 18. století, a to cestou od kalvinismu přes arminiánství (podle holandského teologa Jakuba Arminia) k ariánství. Naopak slabší stopu zanechalo unitářství ve Skotsku a v Irsku, kde si mezi protestantskými denominacemi udržel pozici kalvinistický presbyterianismus.     

### Unitářství v USA
Do Severní Ameriky pronikalo unitářství z Anglie. Půdu zde pro ně připravilo do značné míry osvícenství, uvedené na kontinent ještě před válkou za nezávislost (1775–1783), zřejmě vojenskými důstojníky z Anglie a Francie. Podle předního historika unitářství Earla Morse Wilbura byl ovšem vývoj amerického unitářství do značné míry autonomní. Genealogii amerického unitářství ve vztahu k anglickému nelze podle něj chápat jako vztah „dcery k matce, ale spíše neteře k tetě“. V této souvislosti platí několik zásadních poznatků: 1) v USA se unitářství uchytilo mezi kongregacionisty, zatímco v Anglii mezi presbyteriány; 2) před rokem 1800 nelze v Americe zachytit výraznější stopy anglických vlivů (např. vliv literárních děl Josepha Priestleyho na univerzitách na severovýchodě USA, které se záhy staly „pevnostmi unitářství“); 3) po roce 1800 není příliš jednoduché identifikovat moment přerodu protestantské ortodoxie v unitářskou teologii. Americký protestantismus je od počátku osídlování kontinentu tradičně kalvinistický. V období prvního „náboženského probuzení“ (kolem poloviny 18. století) se emociální a bigotní aspekty, jimiž americký kalvinismus tradičně vyniká nad evropskými variacemi, ještě vystupňovaly. Již v této době se však objevuje kritika kalvinistického pojetí spásy a vykoupení, a to z pozic liberální teologie, ovlivněné anglickým ariánstvím. Přísný kalvinismus tak začíná ztrácet výlučné postavení především v koloniích na severovýchodě. Významnými „pevnostmi unitářství“ se stávají kolem roku 1800 univerzity Harvard a Yale.
Tradičním unitářským centrem byl historicky
především Boston a kolonie Massachusetts. Odtud se unitářské myšlenky koncem 18. století šíří na jih do Connecticutu a Pensylvánie. Právě v pensylvánském okrese Northumberland vznikl z iniciativy anglických imigrantů (v čele s Josephem Priestleym) roku 1794 první unitářský kostel. Americká unitářská asociace byla oficiálně založena až roku 1852 v Bostonu. Kolem poloviny 19. století se unitářství šíří prostřednictvím misií na západ (uchytilo se zejména ve městech Milwaukee, Detroitu, San Francisku) a na jih (dlouho izolovaný v důsledku občanské války). Pronikalo spíše mezi vzdělané městské liberály, zatímco u zbytku společnosti se udržoval – coby konzervativní „protiváha“ – především metodismus a baptismus. Výjimečnost unitářských misijních aktivit spočívala v pozitivním přístupu k dosud marginalizovaným Indiánům a Afroameričanům, kterým misionáři zprostředkovávali dříve nedostupné vzdělání.        

#### Unitářská kontroverze
Již koncem 18. století je pro americkou teologii typický posun směrem k liberalizaci a pluralismu. Tyto trendy nelze oddělit od události nabytí nezávislosti amerických kolonií a následného zakládání dalších osad na západ od Apalačského pohoří, které dosud tvořilo západní hranici anglické kolonizace. S „dobýváním Středozápadu“ je spojen výrazný nárůst obyvatel i ekonomická prosperita, která podnítila další imigraci na kontinent (již nikoli pouze z Evropy, ale zejména z východní Asie). Demografické proměny tak nutně vystavily tradiční vyznání nejen vlivům jiných křesťanských denominací, ale i zcela odlišných náboženských systémů. V této fúzi lze hledat počátky náboženského synkretismu, jehož vrchol nastává po polovině 20. století.

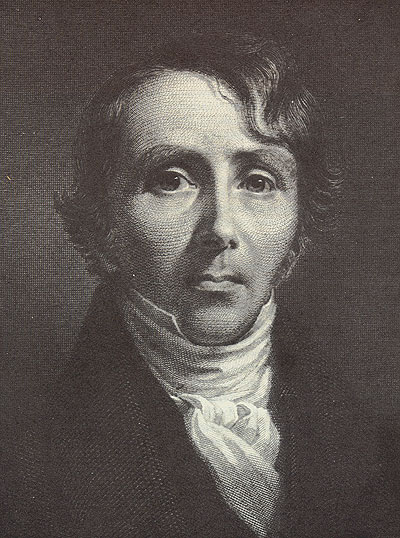
William Ellery Channing

Posun k liberalizaci v politickém životě a na univerzitách vyvolal odpor v řadách konzervativních kalvinistů. Polemiku s unitářstvím coby výsadním reprezentantem liberální teologie vedl počátkem 19. století především Jedidiah Morse. K předním apologetům umírněného kalvinismu patřil William Ellery Channing, významná postava v dějinách unitářství i pozdějšího transcendentalismu. Dle Channingova názoru nejsou teologické rozdíly podstatné, naopak zásadní veličinou je svoboda náboženského myšlení (dílo Spiritual Freedom, 1930). Pro Morse byla jednota teologických kréd naopak stěžejní záležitostí. Liberální teologii přičítal jak erozi tradiční věrouky (založené na doslovném výkladu Bible), tak i společenských hodnot a morálky.
Polemiky
mezi umírněnými a konzervativními kalvinisty se odehrávaly především v letech 1805–1830. Výsledkem byl definitivní rozkol, který přinesl utužení kalvinismu na straně konzervativců (což časově odpovídá tzv. „druhému náboženskému probuzení“ v dějinách americké religiozity). Reakcí liberálů byl naopak zesílený důraz na svobodu náboženského myšlení, který se od doby působení Josepha Priestleyho znatelně vystupňoval.

#### Kontroverze mezi unitáři v 1. polovině 19. století – transcendentalismus
Před polovinou 19. století nastalo štěpení také uvnitř liberální teologie. Mladší generace liberálů, ovlivněná německým idealismem a anglickým romantismem, začala zcela odmítat dědictví staré protestantské tradice, kterého se jejich předchůdci dosud částečně přidržovali. Transcendentalistické hnutí započalo v 30. letech mezi liberály, z nichž velkou část tvořili unitáři. Jeho nástup a vymezování se vůči konzervativní tradici lze přisuzovat 1) dobovým socio-politickým trendům jako například boj proti otroctví, boj za práva žen, či ideály sociální spravedlnosti; 2) náboženskému synkretismu s asijskými tradicemi (vegetariánství, idea božství v člověku).
Navzdory oblibě mystického spiritualismu je transcendentalismus vůbec prvním křesťanským hnutím v USA, které přijalo za své kritické studium Bible. Na rozdíl od starší generace unitářů již nevztahovali transcendentalisté své náboženské zakotvení ani k autoritě Bible, ani k zázrakům spojeným s významnými biblickými událostmi, ba ani k osobnosti Ježíše Krista. Konzervativní unitáři zastávali k těmto trendům negativní postoj. Výroční zpráva z roku 1853 konstatuje obavy z radikalizace unitářského hnutí. Racionální skepsi transcendentalistů považovali konzervativci (patrně neprávem) za ateismus.  
U transcendentalistů se posvátnou stává lidská duchovní přirozenost, skrze niž odhaluje Bůh náboženské pravdy. Na tento přístup navázalo o sto let později hnutí New Age. Idea soupodstatnosti Boha a živých bytostí také inspirovala ekologické hnutí, jehož předními ideology byli transcendentalisté Ralph Waldo Emerson a Henry David Thoreau.

#### Kontroverze mezi unitáři v 2. polovině 19. století – univerzalismus

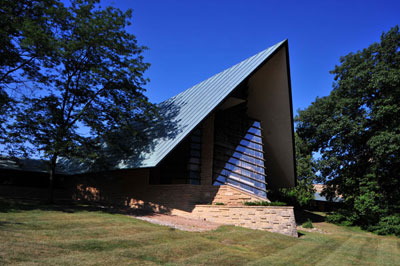
Sídlo univerzalistických unitářů z First Unitarian Society of Madison v americkém státě Wisconsin, navržené moderním architektem Frankem Lloydem Wrightem

K definitivnímu završení procesu náboženské liberalizace dospělo unitářské hnutí ještě před koncem 19. století. Na konferenci v Cincinnati roku 1886 vyvrcholil rozkol mezi křesťanskými konzervativci a liberálními univerzalisty. Zatímco první jmenovaní lpěli na ustanovení závazných unitářských kréd, druzí prosazovali naprostou svobodu vyznání. Vítězstvím liberálního křídla získává unitářství v podstatě svoji současnou podobu. Jedinou závaznou podmínkou je nedogmatičnost a přijímán je mezi unitáře každý, „jehož přáním je nastolit pravdu (truth), dobro (righteousness) a lásku (love) ve světě.“

#### Významné osobnosti

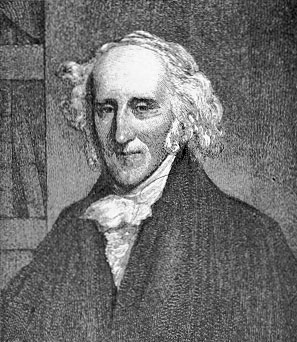
James Freeman

James Freeman (1759–1838) byl zakladatelem první unitářské kongregace v USA (1782). Oproti svému současníkovi Josephovi Priestleymu, který byl stoupencem ariánství, vycházel Freeman z anglického sociniánství.
Joseph Stevens Buckminster (1784–1812) byl stejně jako Freeman reprezentantem „disidentských“ kongregací v Bostonu. K unitářství dospěl pod vlivem německého biblického kriticismu. Buckminster má velkou zásluhu na počátečním šíření a popularizaci unitářství mezi městskými liberály.
William Ellery Channing (1780–1848) je možná nejdůležitějším ideologem historie amerického unitářství. Vycházel z ariánského pojetí teologie, kladoucí důraz na jednotu Boha a lidskou přirozenost Ježíše Krista. Oproti kalvinistům Channing zdůrazňoval „přátelský“ aspekt Boha, který podle něj nemá být chápán jako „nevyzpytatelný soudce“, ale především jako „svatý otec“ veškerého stvoření. Ježíše Krista považoval Channing za výjimečného člověka a „mesiáše“, ovšem pouze ve smyslu morálního příkladu, hodného nápodoby na cestě ke spáse.
Channing byl stoupencem svobodné vůle člověka, což je další z charakteristických rysů odlišnosti unitářů od kalvinistů. Na genetickém vztahu stvoření k Bohu coby „svatému otci“ a na možnosti dosáhnout spásy vlastními silami skrze Kristův příklad, vystavěl Channing učení o vnitřním potenciálu člověka stát se „božským“ (dílo Self-Culture, 1838). Toto pojetí bylo významným inspiračním zdrojem pro transcendentalistické hnutí. Channing však zůsával stoupencem konzervativní linie unitářů a k transcendentalistům se nehlásil.
Andrews Norton (1786–1853) byl ústředním reprezentantem konzervativního unitářství v období sporů s transcendentalisty, u nichž si Norton vysloužil přezdívku „unitářský papež“. Zastával na jedné straně racionálně skeptický přístup k biblickým zázrakům i k potenciálnímu „božství“ člověka a přírody, na druhé straně však lpěl na tradiční autoritě Bible a pojetí Krista jako spasitele. Nesoulad s transcendentalisty v obou těchto ohledech nakonec vyvolal před polovinou 19. století štěpení uvnitř unitářského hnutí.

## Unitářství včeských zemích

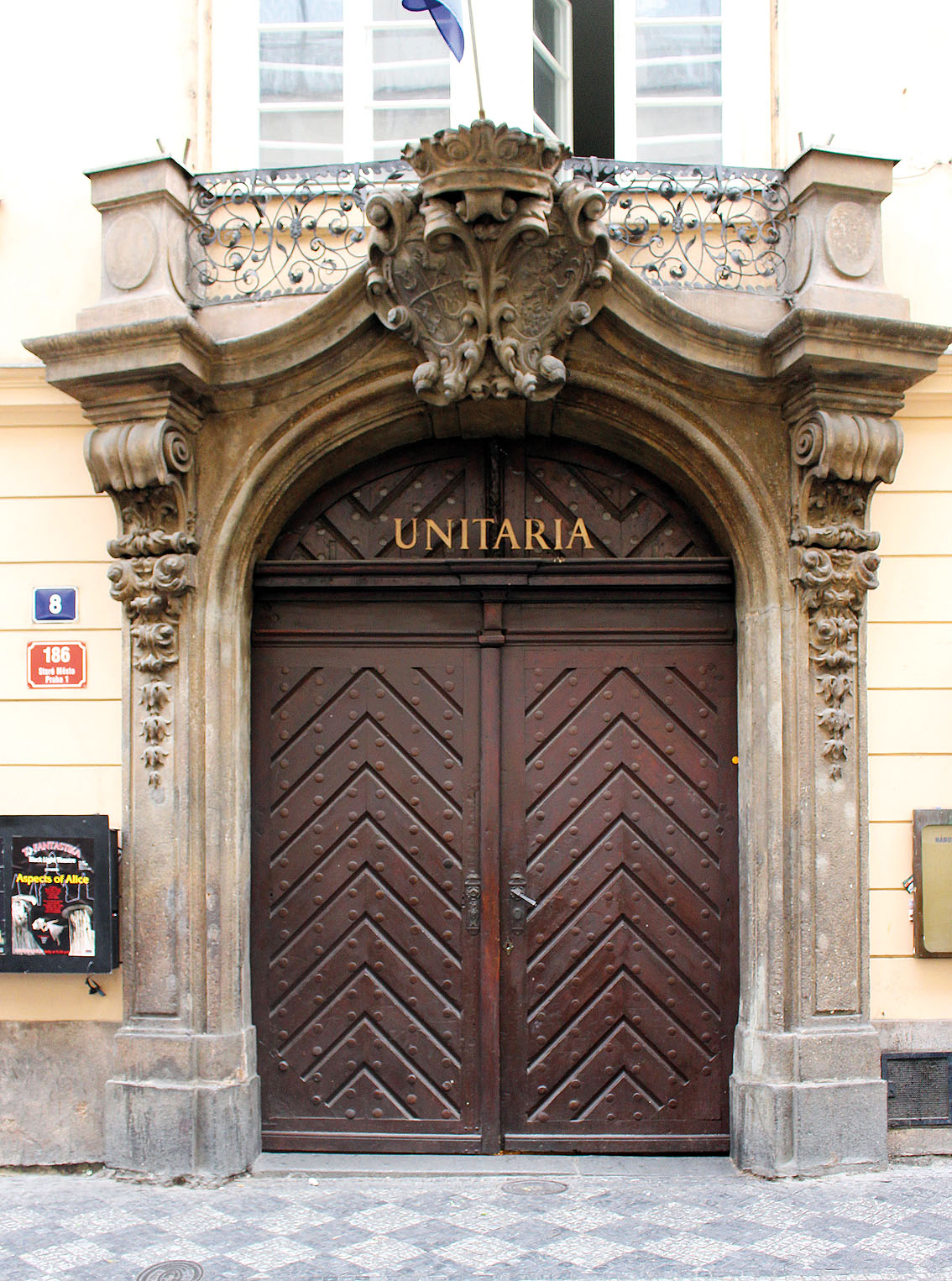
Unitaria, sídlo Náboženské společnosti českých unitářů v Pöttingovském paláci

Unitáři začali působit v Československu již za první republiky. Vzhledem k uvedení unitářství do někdejšího Československa ze Spojených států v meziválečném období (1918–1939), přichází sem již ve své ultraliberální a pluralitní formě. Je otevřeno vědeckým poznatkům a v teologických ohledech (důraz na Kristovo plné lidství, soupodstatnost Boha a člověka) má blíže k transcendentalismu a univerzalismu než ke konzervativní linii unitářství.
Ideovou půdu pro uvedení unitářství do značné míry připravily „svobodomyslné proudy“ 19. – 20. století (od Josefa Jungmanna a Josefa Dobrovského po Tomáše Garrigue Masaryka). Navzdory obrozeneckému nacionalismu lze sledovat významný inspirační vliv německé liberální teologie a idealistické filozofie. Svým způsobem lze československé unitářství chápat i jako reakci na „zpátečnický“ dogmatismus novodobé církve, a také projev otevřenosti vůči moderně. Český historik unitářství Drahomil Špale unitářství hodnotí jako „metodu víry“, a nikoli „bezvýhradná přihlášení se k určitému krédu“. Podle jiného historika unitářství Petra Samojského jde o moderní pokračování osvícenského konceptu „přirozeného náboženství“. Unitářství tak představuje „třetí cestu“ vedle katolictví a protestantismu.
Manželka prvního československého prezidenta, Charlotta Garrigue-Masaryková, zůstala i po odchodu ze Spojených států členkou Americké unitářské společnosti. Její kulturní zázemí ovlivnilo řadu Masarykových blízkých přátel, k nimž patřil i Norbert Čapek, patrně ústřední postava československého unitářství meziválečného období. Dá se říci, že tehdejší rozmach unitářství v českých zemích vzhledem k pronásledování v období nacismu a komunistické totality dosud nebyl překonán. České unitářství vděčí za své přežití faktu, že pražský palác Unitaria byl postaven s finanční pomocí amerických a britských unitářů a nemohl proto být v období totality vyvlastněn.
Unitaria je užíváno jako označení místa, kde se setkávají unitáři, členové Náboženské společnosti českých unitářů.
Norbert Čapek (1870–1942) je spojen s formulací unitářských kréd v českých zemích. Jeho teologické myšlení odráží jednak vlivy amerického transcendentalismu a univerzalismu, a jednak inspiraci východoasijskými tradicemi. Jde tedy v podstatě o mystický eklekticismus, který má v zásadě málo společného s tradiční křesťanskou ortodoxií. Čapek se negativně vymezuje vůči etickému náboženskému dualismu (zejména antagonismu „dobra“ a „zla“), přítomného zejména v západních monoteistických tradicích, i vůči historické roli náboženských autorit.
Z hlediska kosmologických představ klade Čapek důraz na „univerzální jednotu“ kosmu, k jejímuž uvědomění směřují skrze „supramentální stav“ všechny bytosti vesmíru. Vědomí je podle jeho koncepce všudepřítomné, a obsahuje jej organická i anorganická hmota. Čapkova teleologická perspektiva je pozitivní: vesmír směřuje k univerzální harmonii, přesněji k „velkému vítězství dobra, pravdy a krásy“, kdy je veškeré „zlo“ tímto dynamickým harmonizačním procesem odstraňováno.Pozici Boha vůči tomuto světu považuje Čapek za imanentní a transcendentní zároveň. Jinými slovy, Bůh je nepoznatelným a nepochopitelným tvůrcem, jehož nelze vymezit definicí „oddělený od přírody a člověka“ či naopak „identický s přírodou“. V jistém smyslu představuje jeho koncepce střední cestu mezi tradičním křesťanským teismem a mystickým panteismem.
Karel Hašpl (1904–1964) je oproti charismatickému a emociálně se vyjadřujícímu Čapkovi spíše typem systematického akademika. Jeho teologické myšlení blízce připomíná filozofii Barucha Spinozy či Gottfrieda W. Leibnize, zároveň je však osobitě tvůrčí a mystický podobně jako Čapek. Hašplovu náboženskou filozofii reprezentují díla Systematická teologie (1944) a Základní problémy (1945). 
Boha považuje Hašpl za ducha, kosmickou prasílu a prazáklad bytí, který se shlukováním přetváří „ve stále hutnější podstatu“. Ta potom tvoří viditelný aspekt vesmíru, který nepřestává být „projevem Božím“. Ačkoli je však podle něj svět „z Boha a v Bohu“, zároveň „není Bohem“. Nejde tedy opět ani o panteismus, ani o tradiční křesťanský teismus. Protože je člověk součástí Boha a univerzální jednoty, může poznávat jak Boha, tak i jiné části vesmíru. Hašpl se tak v zásadě vymezuje, jak vůči dobovému materialismu, tak i spiritualismu typu gnóze, neboť odmítá radikální rozlišování mezi hmotným a duchovním aspektem kosmu.        
František O. Lexa (1908–1989), plzeňský kněz, je jedním z představitelů synkretického typu unitářství 60.–70. let. Křesťanský základ jeho teologie je ovlivněn východními tradicemi (buddhismus, hinduismus) – což je ostatně dobový rys unitářství v západní Evropě i v Severní Americe. V době normalizace se v Lexově díle promítá jistý kontemplativní izolacionismus, spojený s odklonem od sociální a politické angažovanosti, charakteristické pro unitáře na Západě.    
Lexova teologie (dílo Víra v jednotu všehobytí, 1972) je mystická, a v zásadě i podobně strukturovaná jako Čapkova a Hašplova. Oproti oběma autorům je však jeho vazba na unitářství značně volná. Netradiční je zejména Lexovo rozlišování mezi Bohem (esenciálním duchovním božstvím) a bohy (personifikovaným božstvím). Do druhé kategorie patří také člověk a jiné aspekty hmotného světa, zatímco Bůh je coby „poslední Skutečnost“ nepoznatelný. Skrze ztotožnění se s duchovní podstatou kosmu lze však alespoň nahlédnout jeho esenciální charakter („On je v nás, dbejme proto, abychom byli v něm“).
V současnosti jsou unitáři sdruženi v Náboženskou společnost českých unitářů.

## Symboly unitářství
Základem znaku českého unitářství je štít modré barvy, v jehož středu je umístěno velké červené U, ve kterém vyrůstají dvě slunečnice se zelenými listy. Uprostřed horního kraje štítu je zlaté slunce, ve znaku je nápis „veritas vincit“ – pravda vítězí. Znak byl inspirován pečetí J. A. Komenského. Štít vyjadřuje ochranu duchovních hodnot, na štítu vévodí všemu slunce, starý slovanský symbol Boha. Vzhůru k slunci se obracejí dvě slunečnice symbolizující lidstvo, jedna z nich je větší, ale nad tu druhou se nevyvyšuje; je jí naopak ochranou.
Znakem ICUU je kalich, v jehož středu hoří oheň. Kalich naznačuje křesťanské protestantské kořeny unitářství, oheň symbolizuje poznání. U různých zahraničních unitářských skupin se můžeme setkat s výrazně odlišnými symboly.

## Významní unitáři
Ačkoli jsou unitáři poměrně malou náboženskou společností, vzhledem k jejich svobodnému duchu se v jejich řadách vyskytovalo a vyskytuje mnoho zajímavých osobností. Seznam některých z nich se nachází v článku seznam unitářských osobností.